# Donat Mg
Donat Mg è un'acqua minerale naturale. È composta da magnesio-sodio-idrogenocarbonato-solfati-acetosa. Viene imbottigliata dal 1908, cioè da quando fu scoperta nel parco termale di Rogaška Slatina. Il simbolo identificativo di Donat Mg è il dio greco Apollo, ed è così chiamata grazie alla vicinanza al monte Donačka.

## Origine e nome

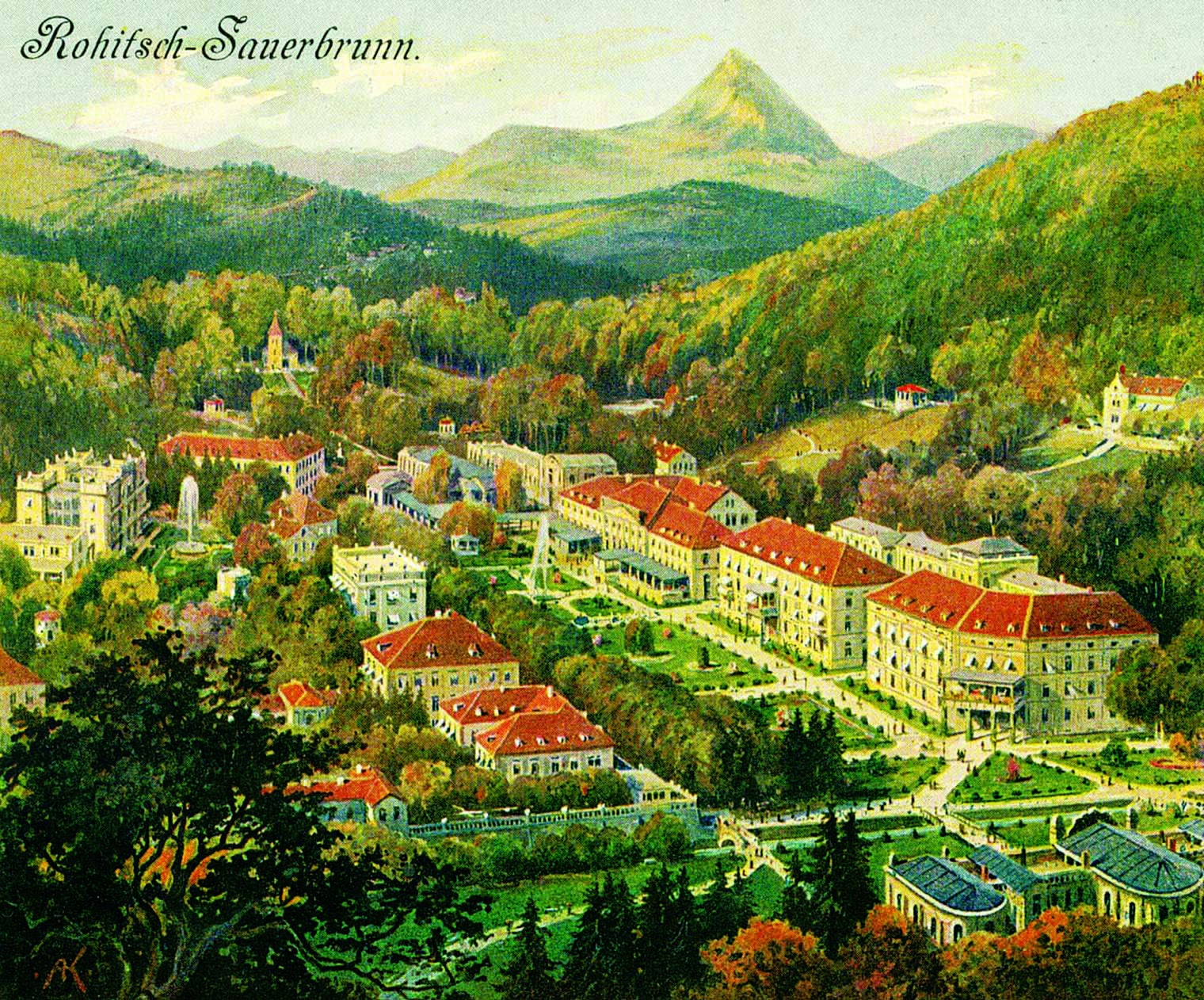
Rogaška Slatina.

Donat Mg si forma in profondità da 280 a 600 m nel territorio di Rogaška Slatina, grazie alla dissoluzione di rocce ricche di magnesio, calcio, solfati, idrogenocarbonato e altri elementi. Contiene anche grandi quantità di anidride carbonica libera. Negli anni ottanta del secolo scorso, quando gli studi sugli effetti dei minerali, e in particolare del magnesio, sull'organismo umano erano al culmine della scienza medica, il simbolo del magnesio – Mg – fu aggiunto al nome Donat, sottolineando il fatto che quest'acqua minerale naturale vanta un alto contenuto di magnesio.

## Composizione
Donat Mg è un'acqua minerale magnesiaca, sodica, idrogenocarbonata, solfata e acidula. Questa è la caratteristica chimica dell'acqua minerale naturale, stabilita in base ad una percentuale superiore al 20% della parte equivalente di cationi e anioni in un litro d'acqua, e definita registrando in ordine decrescente per percentuali tutti i componenti che superano le 20 parti equivalenti, considerando prima i cationi e poi gli anioni.
I componenti caratteristici dell'acqua minerale naturale Donat Mg (secondo l'analisi dell'acqua minerale naturale Donat Mg svolta il 19 marzo 2013 nei Laboratori dell'Istituto per la Tutela Sanitaria di Maribor): 
| 1000 ml contengono        |         |
| Cationi                   |         |
| Magnesio                  | 1000    |
| Sodio                     | 1700    |
| Calcio                    | 380     |
| Anioni                    |         |
| Solfati                   | 2100    |
| Idrogenocarbonati         | 7800    |
| Cloruri                   | 75      |
| Anidride carbonica libera | 5000 mg |
| Residuo fisso             | 7,9 g   |
| ------------------------- | ------- |

## Immagine
Il motivo pubblicitario dell'acqua minerale è legato, sin dal primo decennio del XX secolo, ad un sano modo di vivere ed alla romanticità dei grandi stabilimenti termali. Dal secondo decennio del XX secolo sui manifesti pubblicitari compare il volto di una donna china su un bicchiere d'acqua minerale naturale Rogaška. La sua figura è cambiata nel corso dei decenni, di pari passo con la situazione socio-politica dell'Europa.
Negli anni sessanta del XX secolo, quando le vendite dell'acqua minerale di Rogaška Slatina aumentarono significativamente, Apollo divenne il simbolo della salute donata dall'acqua. La scelta della sua immagine si fonda sulla leggenda raffigurata sulla copertina della Roitschocrene, la prima monografia dedicata all'acqua minerale di Rogaška Slatina, pubblicata nel 1685. Secondo questa leggenda, Apollo avrebbe convinto l'alato Pegaso a bere dalla fonte di Rogaška, anziché abbeverarsi alla fonte del monte mitologico Helios. L'immagine di Apollo è presente ancora oggi sull'acqua minerale Donat.
Negli anni ottanta del XX secolo l'acqua minerale Donat era caratterizzata da un'etichetta gialla e un tappo di sughero giallo. La scelta dei colori rappresentava un omaggio all'immagine del primo imbottigliamento di Donat, subito dopo la sua scoperta nel 1908. Questo colore non è stato mantenuto.

## Storia

### Estrazione
La storia della scoperta dell'acqua minerale Donat, associata con interessanti approcci tecnologici e sperimentazione, è iniziata nel 1908 quando, in seguito agli scavi nel mezzo del parco termale di Rogaska Slatina, fu trovata una sorgente d'acqua altamente mineralizzata. Il dott. Joseph Knett, geologo di Karlovy Vary, convinse i proprietari delle sorgenti locali a ristrutturarle completamente nella convinzione che con una profonda trivellazione si potessero raggiungere grandi quantità di acqua minerale. L'acqua minerale che prelevarono dalla nuova sorgente era talmente diversa dalle altre, che necessitava di una nuova denominazione e di speciali preparazioni per il suo uso balneoterapico e l'imbottigliamento.
La nuova sorgente fu protetta contro la penetrazione di acqua da un ruscello nelle vicinanze, quindi nello scavo di 40 m largo 8 m per 8 m, dove si trovava la sorgente, furono costruiti serbatoi di cemento per l'acqua, circondati da muri di cemento spessi. I serbatoi interrati furono chiamati Knettum, in onore del loro creatore, il dott. Knett. Da questi serbatoi interrati fu estratta acqua, grazie alle pompe, fino all'impianto di imbottigliamento, dove l'acqua venne imbottigliata. 
Già nel 1931 il dott. Adolf Režek, professore universitario di Zagabria che monitorava le acque minerali di Rogaška Slatina, notò la demineralizzazione dell'acqua. Il Knetteum non poteva impedire né le infiltrazioni né la miscelazione dell'acqua termale con l'acqua del vicino torrente e con le acque piovane. Per questa ragione e a causa del calo della quantità d'acqua nella sorgente si decise, subito dopo la seconda guerra mondiale, di risanare completamente le strutture della sorgente. Dovendo eseguire un risanamento radicale, decisero di procedere a una rischiosa e profonda trivellazione, sostenuta dall'idrogeologo e accademico Josip Bać da Sarajevo. Iniziati i lavori, il concetto di Bać si rivelò presto giusto. Il 6 luglio 1952 iniziarono infatti a sgorgare grandi quantità di Donat da 32 metri di profondità. La colonna d'acqua misurò ben 10 metri.
Il successo del professor Bać non fu che il prologo delle numerose attività idrogeologiche nell'area delle sorgenti di Rogaška Slatina. Negli anni 1952-1958 furono trivellati 41 pozzi esplorativi, il più profondo dei quali misurava 87 metri ed era dieci volte più profondo delle prese d'acqua nel complesso Knetteum. Complessivamente i pozzi apportarono circa 60 metri cubi di acqua al giorno, cinque volte di più del Knetteum prima dell'ultimo risanamento. Dopo il 1958 iniziarono le ricerche geologiche di nuove sorgenti dell'acqua minerale anche nei dintorni di Rogaška Slatina. La profondità dei pozzi andava crescendo. Oggi il più profondo si estende fino a 606 metri sotto la superficie terrestre. Grazie a trivellazioni in profondità, le prese moderne hanno raggiunto l'acquifero primario dell'acqua altamente mineralizzata Donat.

### Imbottigliamento
Donat Mg fu imbottigliata all'inizio in un grande impianto di imbottigliamento a Rogaska Slatina, costruito nel 1904 Nel periodo precedente la prima guerra mondiale, furono annualmente distribuite 3.000.000 di bottiglie di acqua minerale - di 3 tipi: Donat, Styria e Tempel. Nel 1969 fu raggiunto il massimo della capacità produttiva e nel 1972 fu aperto un nuovo impianto di imbottigliamento, in funzione ancora oggi.
Prima che fosse costruito lo stabilimento di Haybäck (e prima che fosse scoperta Donat) il metodo di imbottigliamento era semplice: dalla sorgente si prendeva l'acqua con un mestolo e la si versava nelle bottiglie. Le bottiglie, disposte in vasche di legno, venivano poi portate nel magazzino centrale, dove venivano controllate, chiuse con sughero, trasferite in casse e infine caricate su carri.
Il metodo fu migliorato nel 1852, quando fu costruito un nuovo grande magazzino (sotto uno degli odierni hotel) e installata una nuova pompa, la cosiddetta pompa di Tober, sulla sorgente Tempel che spingeva l'acqua attraverso tubi vetrati in grandi serbatoi, dove veniva imbottigliata e sistemata in casse. Da qui veniva portata sulle rotaie fino alla rampa, da dove si procedeva all'antica: con carri trainati da cavalli. 
Soltanto il nuovo stabilimento di imbottigliamento fu fornito di un magazzino con uno speciale raccordo. Era il raccordo con la nuova linea ferroviaria locale, appositamente costruita sul tratto tra Grobelno e il confine regionale (Rogatec).

### Effetti
L'acqua minerale naturale Donat Mg vanta una composizione unica che ci permette di consumarla per tutta la vita. Si distingue per il suo alto contenuto di minerali, più di 13 grammi di sostanze inorganiche disciolte per litro (CO2 inclusa), di cui solo il magnesio ammonta a più di 1000 mg/l, il calcio a circa 380 mg/l, e contiene molti altri elementi e composti che giovano alla salute, in particolare solfati e idrogenocarbonati. 
Grazie alla sua composizione chimica unica, alle sue proprietà fisiche nonché alle conoscenze balneoterapiche e mediche, viene utilizzata a scopo terapeutico e preventivo nelle Terme Rogaška Slatina già da più di 100 anni. L'acqua minerale Donat Mg presenta effetti benefici su:

### Stitichezza
Grazie alla sua iperosmolarità Donat Mg è un lassativo osmotico naturale. Fa parte dei purganti salini. Agisce in modo significativo perché contiene sali solfati (solfato di magnesio - sale amaro e solfato di sodio - sale di Glauber) e circa 1000 mg di magnesio/L. Grazie agli ioni solfato – che eccitano la mucosa dello stomaco e dell'intestino, aumentando il volume del loro contenuto – vengono prodotti ormoni che influiscono sul funzionamento dei reni, della vescica urinaria e del pancreas. 
In base all'osmosi i solfati tolgono l'acqua dalle cellule della parete intestinale, aumentando da tre a cinque volte il volume del contenuto dell'intestino, che di conseguenza preme sulla parete e sprigiona la peristalsi ovvero il suo movimento. Il magnesio inoltre favorisce la produzione degli ormoni intestinali, che stimolano la peristalsi.

### Apparato digerente
Lo stomaco produce da 2 a 3 litri di succhi acidi al giorno, composti perlopiù di acido cloridrico e pepsina (enzima che stimola la digestione delle proteine). Già 1,2 litri di Donat Mg bastano per neutralizzare tutto l'acido prodotto in un giorno. Questo è possibile grazie alla sua unica composizione con circa 7.800 mg di idrogenocarbonato, che reagisce volentieri con gli acidi e li neutralizza. Lega l'acido gastrico in quantità equivalenti. 
Le acque alcaline sodico-bicarbonate hanno un effetto antinfiammatorio sulla mucosa gastrica; il magnesio e il calcio che accompagnano il sodio in Donat Mg potenziano ulteriormente quest'effetto e riducono il gonfiore della mucosa. 
Il magnesio inoltre previene i crampi allo stomaco, migliora la peristalsi e la funzione di chiusura del cardias (orifizio che collega l'esofago con lo stomaco) e stimola la rigenerazione cellulare. È inoltre un elemento strutturale delle cellule della mucosa gastrica in continuo rinnovamento.

### Alimentazione e dimagrimento
Durante le diete dimagranti i grassi e le proteine si decompongono in acidi e l'organismo perde importanti minerali. La composizione chimica dell'acqua minerale naturale Donat Mg neutralizza gli acidi e sostituisce i minerali persi. È un lassativo naturale molto utile all'inizio della dieta perché elimina le tossine trattenute dall'organismo e aiuta a ritrovare l'equilibrio acido-base, liberando l'organismo da metaboliti. Donat Mg è ricca di sali di solfato, che stimolano la produzione di colecistochinina, perciò il suo consumo regolare diminuisce l'appetito. I solfati inoltre inibiscono l'assorbimento di lipidi e aiutano a svuotare la cistifellea. La concentrazione di magnesio inoltre stimola il metabolismo, rafforza il sistema immunitario e aumenta le riserve energetiche.

### Diabete
Il magnesio è importante per l'equilibrio del glucosio. Ha inoltre il ruolo del secondo messaggero che garantisce l'efficacia dell'insulina. L'insulina, d'altra parte, è importante per l'accumulo di magnesio all'interno delle cellule. Se la concentrazione intracellulare di magnesio cala, l'azione dell'insulina può risultare ridotta (aumento della resistenza all'insulina), il che succede nelle persone affette da diabete mellito di tipo 2. La sostituzione continua di magnesio può migliorare il funzionamento delle cellule beta del pancreas e aumenta la sensibilità all'insulina.
È fatto dimostrato che la carenza di magnesio favorisce la formazione dei metaboliti dell'ossigeno (radicali liberi). Di conseguenza si rafforza il sistema nervoso simpatico che inibisce l'azione dell'insulina. A causa dell'ipomagnesemia (carenza di magnesio) le cellule perdono il potassio e il sodio, mentre il calcio si accumula e sprigiona vie metaboliche negative. Vengono inoltre inibiti alcuni importanti enzimi di membrana. L'ipomagnesemia è associata anche alle complicanze tardive del diabete, quali retinopatia e nefropatia. 
L'escrezione eccessiva di magnesio attraverso i reni è una delle conseguenze dell'iperglicemia, il che significa che le carenze sono più spiccate nei diabetici mal controllati. La carenza dovrebbe essere direttamente proporzionale al livello dell'emoglobina glicata. 
Molte persone affette da diabete soffrono di ipertensione o insufficienza cardiaca e usano diuretici, che aumentano la escrezione di magnesio. Non si hanno dati certi su quanti diabetici siano interessati dalla carenza di magnesio. La misurazione della concentrazione di magnesio nel siero, in cui si trova solo l'un percento del magnesio, non dà la giusta immagine, perciò la si deve misurare negli eritrociti.
Già nel 1986, in occasione del secondo congresso europeo sul magnesio a Stoccolma, il centro medicinale di Rogaška Slatina ha presentato i risultati della ricerca sugli effetti del consumo di Donat Mg (7 dl al giorno per 16 giorni) sulla concentrazione di magnesio e sui valori degli zuccheri, del colesterolo e dell'acido urico nelle persone affette da diabete e da ulcera nonché nel gruppo di controllo con soggetti sani. Le concentrazioni di magnesio nei pazienti affetti da diabete e ulcera, dopo la cura con Donat Mg, sono aumentate con significatività statistica. Anche il calo di glucosio nei diabetici è stato statisticamente significativo, tanto da poter diminuire i dosaggi dei medicinali a 12 pazienti su 70. Anche il colesterolo è diminuito con significatività statistica: dal valore medio di 7,19 a 5,96 mmol/l. È diminuito anche il livello di acido urico, ma il cambiamento non è stato statisticamente significativo.
Il magnesio aiuta solo le persone affette da diabete mellito di tipo 2 e le gestanti che affrontano il diabete per la prima volta.

### Equilibrio acido-base
L'equilibrio tra gli acidi e le basi è di vitale importanza per il normale svolgimento del metabolismo. Anche il metabolismo cellulare richiede tale equilibrio. Ne dipendono inoltre lo stato delle proteine, la struttura delle parti cellulari, la permeabilità delle membrane, l'azione degli enzimi e ormoni, la distribuzione degli elettroliti e la struttura del tessuto connettivo.
L'equilibrio acido-base dell'organismo si può definire misurando il pH del sangue, il cui valore nelle persone sane deve essere 7,4. Se a causa di malattie il valore del pH scende sotto il 7,37 si manifestano subito disturbi metabolici relativi all'acidosi (eccesso di acidi), mentre se il valore del pH sale sopra il 7,44 si hanno disturbi a causa di alcalosi (eccesso di basi). Ogni fluido del corpo ha il proprio pH (ad es. succo gastrico: 1,2–3; saliva: 7,0; succo pancreatico: 8,0; urina: 5,6–7,0).
L'organismo possiede efficaci sistemi di regolamento – sistemi di neutralizzazione nel sangue, nei polmoni, nei reni – per mantenere il pH entro limiti piuttosto stretti. Ciò nonostante, l'equilibrio acido-base può rivelarsi turbato. I disturbi di tale equilibrio possono originare da malattie (diabete, iperaldosteronismo, malattia renale cronica, intossicazione alcolica, ipopotassiemia, edema polmonare e alcune altre), da certi medicinali, da infezioni e dall'alimentazione scorretta (obesità).
L'acidosi dei fluidi del corpo trasforma le caratteristiche dei globuli rossi, che perdono elasticità, si deformano e non sono più capaci di cambiare forma. Perciò hanno difficoltà a passare per i capillari, si attaccano e formano tappi. La viscosità del sangue nonché l'apporto dell'ossigeno nei tessuti e negli organi vitali (cuore, cervello) diminuiscono. L'idrogenocarbonato di sodio, sostanza fortemente basica, svolge un ruolo importante nel mantenimento di questo equilibrio. Serve a neutralizzare gli acidi in eccesso e a produrre tutti i succhi digestivi dei cosiddetti organi basofili: il fegato, la cistifellea, il pancreas e le ghiandole digestive dell'intestino tenue e crasso. L'acqua minerale naturale Donat Mg contiene elevate quantità di ioni idrogenocarbonati e di magnesio (minerale basico) ed è perciò un efficace strumento per il mantenimento dell'equilibrio acido-base.

## È sconsigliato bere
Donat Mg si sconsiglia alle persone con insufficienza renale e in tutti i casi di idrope nonché nei disordini dell'equilibrio acido-base (alcalosi). In quantità maggiori, Donat Mg può causare diarrea, che però scompare se si sospende l'assunzione o si rispettano le dosi consigliate.

### Letteratura scientifica
- Monographie: Kohlensäurehaltige Heilwässer der Kommison B 8 (Balneologie). Bundesanzeiger, 27. september 1989, Nr. 182, S. 4574.
- Monographie: Sulfathaltige Heilwässer der Kommison B 8 (Balneologie). Bundesanzeiger, 26. Juni 1990, Nr. 115, S. 3239.
- Monographie: Calciumhaltige Heilwässer der Kommison B 8 (Balneologie). Bundesanzeiger, 26. Juni 1990, Nr. 115, S. 3239.
- Monographie: Calcium-Magnesium- Hydrogencarbonathaltige Heilwässer der Kommison B 8 (Balneologie). Bundesanzeiger, 26. Juni 1990, Nr. 115, S. 3239.
- Monographie: Natrium-Hydrogencarbonat-haltige Heilwässer der Kommison B 8 (Balneologie). Bundesanzeiger, 6. März 1992, Nr. 46, S. 1659.
- Monographie: Magnesiumhaltige Heilwässer der Kommison B 8 (Balneologie). Bundesanzeiger, 23. Februar 1994, Nr. 37, S. 1618.
- Gutenbrunner C., Hildebrandt G. Handbuch der Heilwasser-Trinkkuren. Sontag Verlag. Stuttgart, 1994.

### Pareri scientifici
- Resch K-L, Dorer B. Medizinisches Gutachten für das natürliche Mineralwasser »Donat Mg« aus der Quelle Donat im Kurort Rogaška Slatina/Sloweinen, Forschungsinstitutes für Balneologie und Kurortwissenschaft, Bad Elster, 2006.
- Marktl W. Ernährungsphysiologisches Gutachten Betreffend die Anerkennung dre Rogaska Donatquelle als Natürliches Mineralwasser gemäss Codexkapitel B 17, 6.12.1996
- Čoh V. Pitne kure z naravno mineralno vodo Donat Mg, Center za razvoj in znanstveno raziskovanje mineralnih vod, Rogaška Slatina, 27.10.1995
- Lavrič J. The monograph on the Rogaska magnesium mineral water, the natural mineral water from Donat spring, Centre for the prevention, further treatment, the rehabilitation of gastro-enterological and metabolism diseases, Rogaška Slatina Health Resort, 1989
- Fazarinc A. Strokovno mnenje o zdravilnosti mineralne vode Donat iz Zdravilišča Rogaška Slatina, št. 01-242/1. Zavod SR Slovenije za zdravstveno varstvo. Ljubljana, 8. 6. 1982.
- Cvahte S. Strokovno mnenje o zdravilnosti mineralne vode Donat iz zdravilišča Rogaška Slatina,št. 01-480/1. Zavod SR Slovenije za zdravstveno varstvo. Ljubljana, 23.08.1977.
- Leskovar R. Potrdilo o zdravilnosti naravne mineralne vode iz Donat vrelca v Rogaški Slatini, št. 180/64. Zavod za balneologijo SRS. Rogaška Slatina, 10. 8. 1964.

### Articoli scientifici
- Leskovar R. Über die Gallentreibnene Wirkung natürlicher magnesiumhaltiger Mineralwässer. Balneologe, 1939;6:112-120.
- Leskovar R. Über die Wirkung eines magnesiumhaltigen Mineralwassers auf die extrahepatischen Gallenwege. Balneologe, 1941;8:102-111.
- Leskovar R. Über die Funktion des Sphincter Oddi. Arch exp Path Pharmakol, 1941;197:361-369.
- Leskovar R. Zdravljenje želodčnih bolnikov v Rogaški Slatini I. Zdrav vest, 1952;21:163-170; II. Zdrav vest, 1952;21:201-207.
- Leskovar R. Einblick in die Wirkungsweise eines MgSO4 – haltigen Mineralwassers auf grund neuer Untersuchungen. Z angew Bäder-Klimaheilk, 1955;2:187: 1-4.
- Leskovar R. Wirkungsweise eines magnesium- und sulfat-haltigen Mineralwassers auf den Diabetes mellitus. Beeinflussung von Insulin und Adreanlinwirkungen sowie der Glykolise. Z angew Bäder-Klimaheilk, 1959;6:32-54.
- Leskovar R. Pathophysiologische Betrachtung zur Trinkkur. Z angew Bäder-Klimaheilk, 1959;6:489-496
- Leskovar R. Beeinflussung der Blutgerinnung bei Lebertherapie mit magnesiumhaltigem Mineralwasser. Arch physik Ther, 1964;16:311-316.
- Leskovar R. Prophylaktische Bedeutung von Mineralwasserkuren. Prophylakse, 1965;4:6-15.
- Leskovar R. Balneoterapija pri kirurških primerih žolčnih obolenj. Zdrav vest, 1967;35:85-88
- Leskovar R. Beeinflussung des Ca- und Mg-Blutspiegels bei einigen Krankenheitsgruppen durch die Trinkkur mit einer Mg- und Ca- haltigen Heilquelle. Z angew Bäder-Klimaheilk, 1968;15:246-257.
- Leskovar R. Die balneologische Behandlung der Magenkrankheiten. Österr Monatshefte aerztl Fortbildung u pharmazeutische Dokumentation, 1969;10:168-181.
- Leskovar R. Die Trinkkur. Z angew Bäder-Klimaheilk, 1970;17:370-390.
- Leskovar R. Trinkkuren und Elektrolythaushalt. I. Beeinflussung des Säure-Basengleichgewichts im Blut. Vergleichende Beobachtung im Verlauf des Pyrexal-Testes. Z angew Bäder-Klimaheilk, 1972;19:106-115.
- Leskovar R. Trinkkuren und Elektrolythaushalt. II. Veränderungen des Serum-Ionogramms und der renalen Regulierung. Z angew Bäder-Klimaheilk, 1972;19:343- 370.
- Leskovar R. Trinkkuren und Elektrolythaushalt. III. Veränderungen des Ionogramms im Speichel. Z angew Bäder-Klimaheilk, 1973;20:219-228.
- Leskovar R. Trinkkuren und Elektrolythaushalt. IV. Veränderungen im Schweiss. Z angew Bäder-Klimaheilk, 1973;20:395-401.
- Leskovar R. Trinkkuren bei Erkrankungen der Harnwege. Z angew Bäder-Klimaheilk, 1976;23;201-211.
- Leskovar R, Meyer-Leddin HJ. Entzündungswidrige Wirkung von Trinkkuren. Veränderungen der Serum-Harn- und Speichel- Ionogramme durch die Pyrexalentzündung und durch Trinkkuren. Z angew Bäder-Klimaheilk, 1978;25:132-141.
- Leskovar R. Beeinflussung von Kalzium und Magnesium im Verlauf der Resorption aus Mineralwässern. Krankenhaus Arzt, 1978;51:358-364.
- Zaveršnik H. The significance of magnesium (Mg) in medicine. Zdrav vest, 1982;51:159-164.
- Glavnik B, Zaveršnik H. The significance of magnesium in acute hepatic porphyria. Zdrav Vestn, 1984;53:387-389.
- Lavrič J, Zaveršnik H. Drinking of mineral water Donat Mg and its influence on the serum magnesium concentration in diabetics. Magnesium Bulletin 8, 1986;2:275.
- Prevorčnik A, Jurjec D, Drinovec J. Influence of a magnesium-rich mineral water on urinary inhibitors and promotors. International Congress on Magnesium Research, Tigru Mures, Romania, Abstract 43,1989.
- Prevorčnik A, Drinovec J, Jurjec D, Mihelčič M. Use of Donat Mg in the prophylaxis of urolithiasis - theoretical and practical considerations. Zdrav Vestn, 1991;60:5: 223-226.
- Lavrič J, Tretjak Ž, Skalicky M. Primerjava različnih metod priprave za endoskopski pregled debelega črevesja = Comparison of different colon cleansing methods in preparation for colonoscopy. Zdrav Vestn, 1991;60:227-228.
- Prevorčnik A. Vpliv mineralne vode Donat Mg na inhibitorje in promotorje urolitiaze v urinu. Disertacija, Ljubljana, 1992.
- Kmetec A. Nekateri metabolni dejavniki pomembni pri urolitiazi. Magistrsko delo, Ljubljana, 1995.
- Bren A, Kmetec A, Kveder R, Kaplan-Pavlovčič S. Magnesium hydrogen carbonate natural mineral water enriched with K+-citrate and vitamin B6 improves urinary abnormalities in patients with calcium oxalate nephrolithiasis. Urol. Int., 1998;60: 105-107.
- Tršinar B., Kmetec A., Oblak C., Pregelj Žurner M., Tepeš B., Efficasy of citrate-enriched mineral beverage in the prevention of calcium urolithiasis. Zdrav Vestn, 2010; 79: 7-18.
- Gundermann G., Gutenbrunner Chr., Karagülle O., Eigen sich Heil-und Mineralwässer zur Mineralstoffsubstitution?, Ernährung & Medizin 2004; 19: 63-68
- Böhmer H, Resch KL, Gutenbrunner C: Sulfat - Heilwasser – eine zeitgemässe medikamentöse Alternative? Phys Rehab Kur Med. 1999; 9, pp. 1–5.
- Schoppen S., Peres-Granados M.A., Carabajal A., Oubina P., Sanchez-Muniz F., Gomez-Gerique A.J., Vaquero P.M. A Sodium- Rich Carbonated Mineral Water Reduces Cardiovascular Risk in Postmenopausal Women. J. Nutr.,2004; 134:1058 – 1063.
- Santos A, Martins M J, Guimaraes J T, Severo M, Azevedo I. Sodium-rich carbonated natural mineral water ingestion and blood pressure. Rev Port Cardiol, 2010; 29(02): 159-172.
- Peres-Granados M.A, Navas-Carretero S., Shoppen S., Vaquero P.M. Reduction in cardiovascular risk by sodium –bicarbonated mineral water in moderately hypercholesterolemic young adults. Journal of Nutritional Biochemistry. 2010; 21: 948-953.
- Kim D J, Xun P, Liu K, Loria C, Yakota K, Jacobs Jr R D, He K. Magnesium intake in Relation to Systematic Inflammation, Insulin Resistance, and the Incidence of diabetes. Diabetes care, 2010; 33 (12): 2604-2610.
- Breng R, Schaufusss C, Franke A: Trinkkur mit einem sulfathaltigen Heilwasser zeigt lipidsenkende Wirkung. Ärztezeitschrift für Naturheilverfahren 1994; 35, pp. 891–901
- Breng R, Konzak K, Frenke T: Cholesterolsenkende Wirkung einer Trinkkur mit sulfathaltigen Mineralwässern. Phys Rehab Kur Med.1994; 4, pp. 191–193.
- Corradini G.S. at al. Beneficial effect of sulphate-bicarbonate-calcium water on gallstone risk and weight control. World J Gastroenterol. 2012; 18 (9):930-937
- Chung-Jyi T. at al. LongTerm Effect of Magnesium Consumption on the Risk of Symptomatic Gallstone Disease Among Men. Am J Gastroenterol. 2008; 103: 375-382.
- Hesse A., Weber A., Miersch -D.W. Magnesium-substitution durch Mineralwasser. Theerapiewoche. 1988; 38: 2510-2513.
- Schuck P, Böhmer K, Resch K-L. Migräne und Migräneprophylaxe: die Bedeutung von Magnesium. Schweiz Med Wochenschr, 1999;129:63-70.
- Karagülle O., Kleczka T., Vidal C., Candir F., Gundermann G., Külpmann R.W., Gehrke A., Gutenbrunner C. Magnesium Absorption from Mineral Waters of Different magnesium Content in Healthy Subjects. Forsch Komplementärmed. 2006; 13: 9-14.
- Sabatier M., Arnaud J.M., Kastenmayer P., Rytz A., Barclay V. D. Meal effect on magnesium bioavailability from mineral water in healty women. Am J Clin Nutr, 2002;75:65-71.
- Verhas M., de La Gueronniere V., Grognet J-M., Paternot J., Hermanne A., Van den Winkel P., Gheldof R., Martin P., Fantino M., Rayssiguier Y., Magnesium bioavaliability from mineral water. A study in adult man. European journal of Clinical Nutrition. 2002; 56:442-447.